# 쿠닝가즈

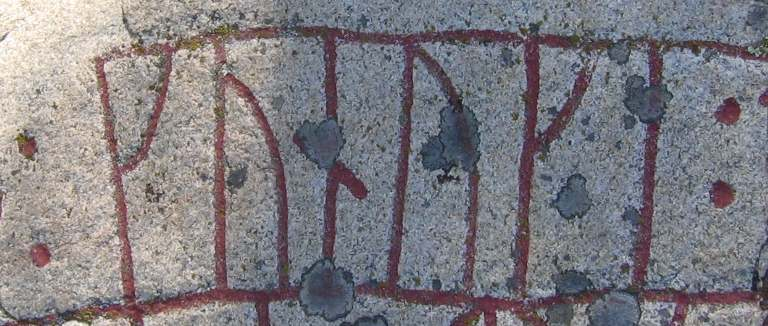
"코눙기(ᚴᚢᚾᚢᚴᛁ, konungi)"라는 말이 새겨진 가장 오래된 룬돌 명문.

쿠닝가즈(게르만조어: Kuningaz) 또는 코눙그(고대 노르드어: Konungr), 퀴닝그(고대 영어: Cyning)는 게르만족 사회의 지역 일대에서 가장 계급이 높은 지배자를 일컬은 말이다. 킹의 어원이 된 단어이기도 하며 라틴어로 대응되는 말은 렉스(rex), 즉 왕이다.

## 특징
게르만족의 왕은 다음 세 가지 역할을 한다.
- 팅그를 주최하는 의장
- 블로트를 주최하는 사제
- 전쟁 때 병사들을 지휘하는 전사

왕위는 기본적으로 혈통세습제였지만, 백성들의 동의가 있어야 즉위할 수 있었다. 전 왕의 모든 아들들이 왕위를 요구할 권리를 가졌으며, 때문에 때로는 두 형제가 왕위를 공유하는 이두정의 형태가 되기도 했다.
기독교 전래 이전의 노르드 이교의 사제로서 왕은 특정 신의 후손이라고 주장되기도 했다. 기독교화가 늦었던 북유럽에서는 중세 초기까지 왕이 블로트, 즉 희생제를 주관하는 것이 매우 중요한 임무였고, 웁살라 신전 같은 곳이 그런 신앙의 중심지였다. 노르웨이의 하콘 고디나 스웨덴의 아눈드 고르스케 같은 왕들은 희생제를 지내는 것을 거부했다가 폐위당하기도 했다.
타키투스의 《게르마니아》의 기록을 보면 게르만족 중 일부는 기원후 1세기경에 벌써 선거군주제를 발달시켰던 것으로 보인다. 기독교 전래 이전의 게르만족 사회에는 왕, 귀족, 자유민의 세 계급이 있었고, 각 계급의 정치적 영향력은 일종의 의회인 팅그에서 협상되었다. 또 타키투스의 기록에 따르면 게르만 부족별로 왕권의 정도가 제각각 달랐다. 고트인들은 "다른 게르만족들보다 엄격하게 다스려지지만, 자유롭지 않을 정도는 아닐" 정도로 다스려졌지만, 발트 해 인근의 루기나 로메비는 왕에게 절대적으로 복종한다고 한다.

## 같이 보기
- 팅그
- 크냐지 : 코눙그와 같은 어원을 지닌 단어이다.
- 킹